# Hüddessum
Hüddessum ist eine Ortschaft der Gemeinde Harsum im niedersächsischen Landkreis Hildesheim.

## Geografie
Die Ortschaft liegt im Osten der Gemeinde in der Hildesheimer Börde unweit des Neuen Grabens mit angrenzenden, kleinen Waldflächen und ausgedehnten Feldern. Zum Ort gehört auch die ehemalige Hogesmühle an der Straße nach Borsum auf dem Hogesberg (107 m ü. NHN), einer leichten Erhebung innerhalb der sonst flachen Hildesheimer Börde.

## Geschichte
Dieses Dorf gehörte seit etwa 1000 n. Chr. zum Borsumer Archidiakonat. Nach August Söding soll dieses Dorf eine wendische Siedlung aus der Zeit Karls des Großen sein. Die Dorfstraßen verlaufen nach wendischer Art von einem Mittelpunkt strahlenförmig nach allen Seiten. Um 1200 n. Chr. war ein Ministerialgeschlecht im Ort ansässig, dessen Wappen heute das Ortswappen ist. Bis zur Gründung einer eigenen Pfarrgemeinde gehörte das Dorf zum Kirchspiel Borsum.
Erstmals urkundlich erwähnt wird es 1204 als Hoddessen, von wo das Michaeliskloster zu Hildesheim jährlich 10 Schillinge Einnahmen bezog. Der Bischof Heinrich löste 1255 die Vogtei Hüddessum vom Kloster ein.
Im Mittelalter gab es zu Hildesheim Bürger, die sich „von Hüddessum“ nannten. Mehrere von ihnen waren Ratsherren, so schon ein Heinrich von Hüddessum 1297. Weitere wurden im 15. Jahrhundert genannt, darunter ein Hermann, der Stadtkämmerer war und ein anderer als Gewandschneider. Ein Dithmar von Hüddessum war gegen 1400 Stiftsherr zum hl. Kreuz in Hildesheim und stieg zum Domdechanten in Goslar auf. Dass die Träger dieses Namens aus Hüddessum stammen, ist anzunehmen; dass es ein ursprünglich ritterliches Geschlecht war, ist nicht erwiesen, aber möglich.
Bis 1803 gehörte Hüddessum mit den Nachbardörfern zum Hochstift Hildesheim.
Die katholische St.-Matthias-Kirche wurde 1748 erbaut. Schon lange vorher muss es aber in Hüddessum eine Kapelle gegeben haben, die zur Pfarrei Borsum gehörte.
Am 20. Januar 1944 wurde Hüddessum von 30 Brandbomben getroffen. Eine Scheune wurde vollkommen zerstört, zwei weitere stark beschädigt.
In den 1990er-Jahren entstand auf dem Hogesberg ein Windpark mit 5 Windkraftanlagen von AN Bonus, von denen bereits zwei wieder abgebaut wurden.
Im Jahr 2006 entstand am westlichen Ortsrand ein großer Reit- und Turnierplatz des örtlichen Reitvereins. Hier werden jährlich im Herbst Reitturniere bis auf nationaler Ebene ausgetragen.

### Herkunft des Ortsnamens
Alte Bezeichnungen des Ortes sind um 1204 Hoddessen, 1205 Hoddessem, 1224 Hoddeshem, 1255 Huddessem, 1267 Hudessem und 1277 Hudesse.
Der Ortsname scheint eine Bildung mit niederdeutsch „-hem“ zu sein. Von den älteren Belegen eigentlich nur der älteste anders zu interpretieren: Hoddessen. Im ersten Teil scheint der germanische Personenname „Hōd-“ zu stecken. Der Rufname „Hode“ ist auf diesen Stamm zurückzuführen, zu dem wir im Wortschatz folgende Entsprechungen finden: althochdeutsch „huot“, altsächsisch „hōd“, mittelhochdeutsch „huot“ und mittelniederdeutsch „hōt“ bedeuten „Hut, Mütze, Helm“, althochdeutsch „huota“, mittelhochdeutsch „huot(e)“ und mittelniederdeutsch „hōde“ bedeuten „Schaden verhindernde Aufsicht, Wache, Bewachung, Behütung, Fürsorge, Schutz, Geborgenheit“. Die Grundbedeutung ist „schützende Bedeckung“.

### Eingemeindungen
Zur Gebietsreform in Niedersachsen wurde Hüddessum am 1. März 1974 in die Gemeinde Harsum eingegliedert.

### Einwohnerentwicklung
| Jahr | Einwohner | Quelle |
| ---- | --------- | ------ |
| 1910 | 377       | [ 7 ]  |
| 1925 | 373       | [ 8 ]  |
| 1933 | 352       | [ 8 ]  |
| 1939 | 365       | [ 8 ]  |
| 1950 | 683       | [ 9 ]  |
| 1956 | 519       | [ 9 ]  |
| 1973 | 482       | [ 1 ]  |

| Jahr | Einwohner | Quelle |
| ---- | --------- | ------ |
| 1980 | 492       | [ 2 ]  |
| 1990 | 461       | [ 2 ]  |
| 2000 | 481       | [ 2 ]  |
| 2010 | 468       | [ 2 ]  |
| 2015 | 447       | [ 2 ]  |
| 2019 | 440       | [ 2 ]  |
| 0    | 0         | 0      |

|  |

## Politik

### Ortsrat
Der Ortsrat, der den Ortsteil Hüddesum vertritt, setzt sich aus fünf Mitgliedern zusammen. Die Ratsmitglieder werden durch eine Kommunalwahl für jeweils fünf Jahre gewählt.
Bei der Kommunalwahl 2021 gewann die Wählergruppe „Wir für Hüddesum“ (WfHü) alle fünf Sitze.

### Ortsbürgermeister
Der Ortsbürgermeister ist Stephan Köhler (WfHü). Sein Stellvertreter ist Franz Schrader (WfHü).

### Wappen
Ein Bertoldes von Hüddesum wurde 1369 bei einem Schuldvertrage als Zeuge zugezogen und hängte zur Beglaubigung sein Siegel an die Urkunde. Pergamentbrief und Siegel ruhen im Staatsarchiv zu Hannover. Nach diesem Siegel hat Hüddessum sein Gemeindewappen gestaltet, indem es die Stiftsfarben Gold und Rot hinzufügte. Sechs flache Rauten, Wecken genannt, das heißt gleichseitige, oben und unten stumpfwinklige Vierecke, liegen übereinander, füllen den Schild bis zu seinen Rändern aus und gruppieren sich harmonisch um eine Längslinie, die den Schild in gleiche Hälften und die Rauten in gleiche Dreiecke aufteilt. Die Dreiecke rechts sind in Gold, die anderen in Rot gehalten. Die Farben der übrigen Schildfläche sind rechts rot, links golden.

## Religion
St. Matthias ist die katholische Kirche von Hüddessum, einem Ortsteil der Gemeinde Harsum im Landkreis Hildesheim in Niedersachsen. Sie befindet sich in der Matthiasstraße 29 und gehört zur Pfarrei St. Martinus mit Sitz in Borsum, im Dekanat Borsum-Sarstedt des Bistums Hildesheim.

## Verkehr
ÖPNV
Hüddessum ist erreichbar über Buslinien des Regionalverkehr Hildesheim über Hildesheim-Soßmar sowie über Hildesheim-Adlum.

## Persönlichkeiten

### Söhne und Töchter des Ortes
- Heinrich Lauenstein (1835–1910), Maler der Düsseldorfer Schule und Professor für religiöse Historienmalerei an der Kunstakademie Düsseldorf, er ist in der Hogesmühle[13], einer Bockwindmühle mit Wohnhaus, die seinem Großvater gehörte, aufgewachsen.[4]

### Personen, die mit dem Ort in Verbindung stehen
- August Schaper (1840–1920), Orgelbauer, der vorwiegend im Bistum Hildesheim wirkte, er baute 1894 die Orgel der örtlichen St.-Matthias-Kirche